# Parc Nacional del llac Malawi
El Parc Nacional del llac Malawi és un parc nacional situat als districtes de Mangochi a la Regió Sud, i Salima a la Regió Central a l'extrem sud del llac Malawi. Està inscrit a la llista del Patrimoni de la Humanitat de la UNESCO des del 1984.

## Parc
És l'únic parc nacional de Malawi que va ser creat per protegir els peixos i els hàbitats aquàtics. Tot i això, el Parc Nacional del llac Malawi hi inclou una bona quantitat de terra, incloent diverses petites illes al llac Malawi.